# 伽那僧伽
伽那僧伽，又称伽那王国、伽那政体，是古印度的一种部落和氏族结构的贵族共和国形式。

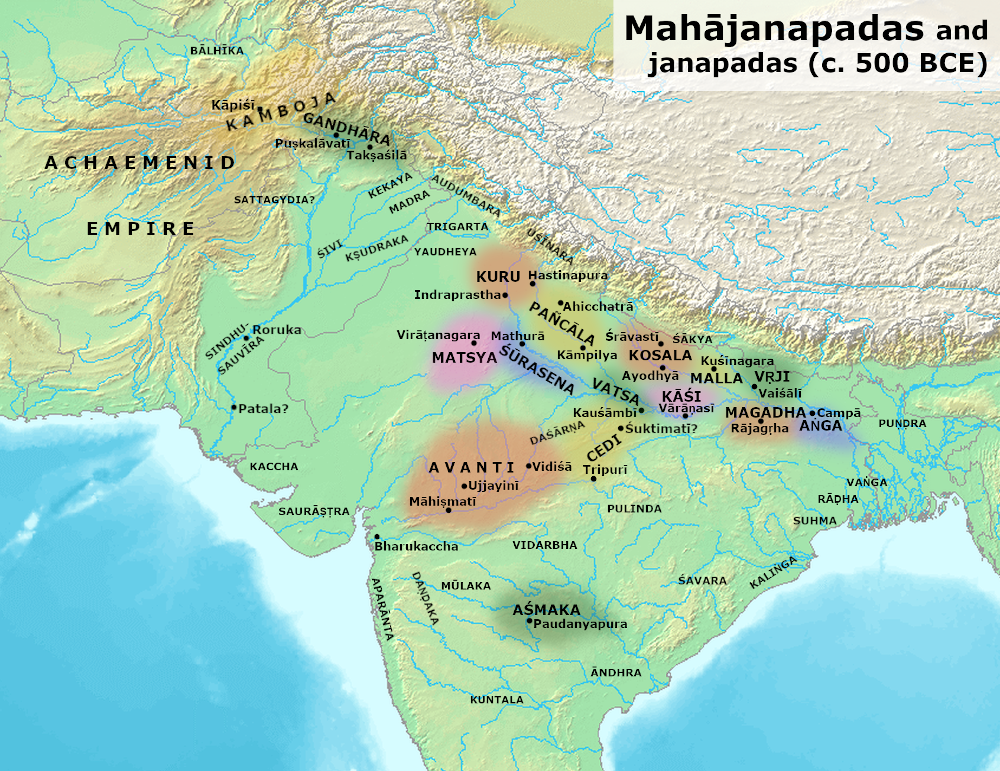
印度列国时代有“十六大国”。在“十六大国”及其周边的一些小国中，有一些采用共和制政体。

## 历史记录
一般认为，印度的伽那僧伽早在公元前6世纪就已存在，并在一些地区持续至公元前4世纪。古代佛教經典提供了许多关于佛陀时代古印度各个国家的记载，包括它们的政府形式和政治运作。在较大的“十六大国”中，以拘尸那罗为中心的末罗国和以毗舍离为中心的跋耆邦联，早在公元前6世纪就已存在，这两个国家的行政系统分为执行、司法和军事部门。
即便在实行君主制的“十六大国”中，也存在共和制的社区，如“王子社区”（Rajakumara）。在这一时期，村庄还拥有自己的集会，由称为“村长”（gramakas）的村庄首领主持。
《政事论》，一本指导君主如何高效统治的古印度手册，有时被称为“古印度的《君主论》”，其中也包含了关于如何处理僧伽（集会）的章节，这些章节包括如何操纵贵族领袖的指示。然而，该章节并未提到如何影响普通公民，这表明伽那僧伽更像是贵族或寡头机构，而不是现代意义上的民主制度，甚至也不像雅典的民主制度。
在印度以外的记载中，古希腊历史学家狄奥多罗斯在亚历山大大帝入侵印度（今巴基斯坦和印度西北部）两个世纪后提到，印度存在独立和民主的国家。
学者们对于如何最好地描述伽那僧伽的政体意见不一，而模糊和零散的证据也导致了广泛的分歧。一些学者强调集会的核心作用，认为它们是民主政体；而另一些学者则关注上层阶级对领导权和集会的控制，认为其是寡头政体或贵族政体。
统治者始终属于武士阶层。这在印度教、佛教、耆那教的经典中都有提及。寡头统治者也总是出自武士阶层。因此，许多学者认为，伽那僧伽并不是真正的民主制度。